# Odontomyia disciclara
Odontomyia disciclara är en tvåvingeart som först beskrevs av Seguy 1929.  Odontomyia disciclara ingår i släktet Odontomyia och familjen vapenflugor.
Artens utbredningsområde är Algeriet. Inga underarter finns listade i Catalogue of Life.